# En vivo, en el Teatro Coliseo
En vivo, en el Teatro Coliseo es el primer álbum en vivo de David Lebón, lanzado por BMG Ariola en 1999.
Fue grabado en el Teatro Coliseo de Buenos Aires en 1999, y repasa temas de su carrera como solista, y de Serú Girán.
La banda de apoyo de Lebón para este disco, por directivas del productor Afo Verde,  incluyó, entre otros, al baterista de Divididos, Federico Gil Solá, y al bajista de Los Ratones Paranoicos, Pablo Memi, y no su banda de apoyo habitual.
En el disco se obvia la obra de Lebon de mediados de los 80 hasta principios de los 90' ya que esta fue grabada en CBS/Sony Music, y por derechos no pudo ser parte de este disco.

## Lista de temas
1. San Francisco y el lobo
2. Copado por el Diablo
3. Tiempo sin sueños
4. Parado en el medio de la vida
5. Treinta y dos macetas
6. Hombre de mala sangre
7. Noche de perros
8. Quiero regalarte mi amor
9. No confíes en tu suerte
10. Esperando nacer
11. Sin vos voy a estallar
12. Dos edificios dorados
13. El tiempo es veloz
14. Seminare
15. Encuentro con el Diablo
16. Suéltate rock and roll

## Músicos
- David Lebón - Voz, guitarra, teclados
- Pablo Guerra - Guitarras y coros
- Pablo Memi - Bajo
- Ariel Caldara - Teclados y coros
- Juan Hermida - Teclados
- Federico Gil Solá - Batería y percusión

Invitados
- Ervin Stutz - 1º trompeta
- Fabián Veglio - 2º trompeta
- Rodrigo Domínguez - Saxos
- Juan Scalona - Trombón
- Alejandro Terán - Viola
- Javier Casalla - 1º violín
- Sami Abadi - 2º violín
- Dimitri Rodnoy - Chelo
- Héctor Starc - Solo de guitarra
- Iván Noble - Voz